# Kurt Büns
Kurt Büns (* 24. Juli 1949 in St. Tönis) ist ein ehemaliger deutscher Fußballtorhüter.

## Karriere
Kurt Büns kam aus der Jugend von Rot-Weiß Emmerich und spielte als Torwart ab der Saison 1967/68 für SF Hamborn 07 in der damals zweitklassigen Fußball-Regionalliga West. In der ersten Saison bei Hamborn unter Trainer Herbert Burdenski war Werner Scholz die klare Nummer eins bei den Hamborner „Löwen“. Büns kam 1967/68 auf vier Einsätze an der Seite von Dieter Herzog und Heinz Versteeg und Hamborn belegte den neunten Rang. In der Saison 1970/71 stieg Hamborn in das Amateurlager ab und Büns wechselte nach insgesamt 59 Regionalligaeinsätzen zum Bundesligaaufsteiger Fortuna Düsseldorf.
Dort war er von 1971 bis 1977 unter Vertrag. Ab 1972 spielte Büns mit der Fortuna im komplett umgebauten Rheinstadion. Es begann die erfolgreichste Zeit der Düsseldorfer Vereinsgeschichte. Büns und Mannschaftskollegen wurden in der ersten Saison 1971/72 Dreizehnter, danach zweimal in Folge Dritter. Hinter Stammtorhüter Wilfried Woyke war Büns zumeist zweite Wahl, er kam auf 35 Einsätze in der Bundesliga sowie sechs Einsätze im Europapokal. 1977 verließ Büns die Fortuna und spielte fortan im Amateurbereich beim Weseler SV.

## Statistik
- 1. Bundesliga
  - 35 Spiele; 0 Tore
- Fußball-Regionalliga (2. Liga)
  - 59 Spiele; 0 Tore
- DFB-Pokal
  - 7 Spiele; 0 Tore
- Europapokal der Landesmeister; Europapokal der Pokalsieger; UEFA-Pokal
  - 6 Spiele; 0 Tore